# Tapall

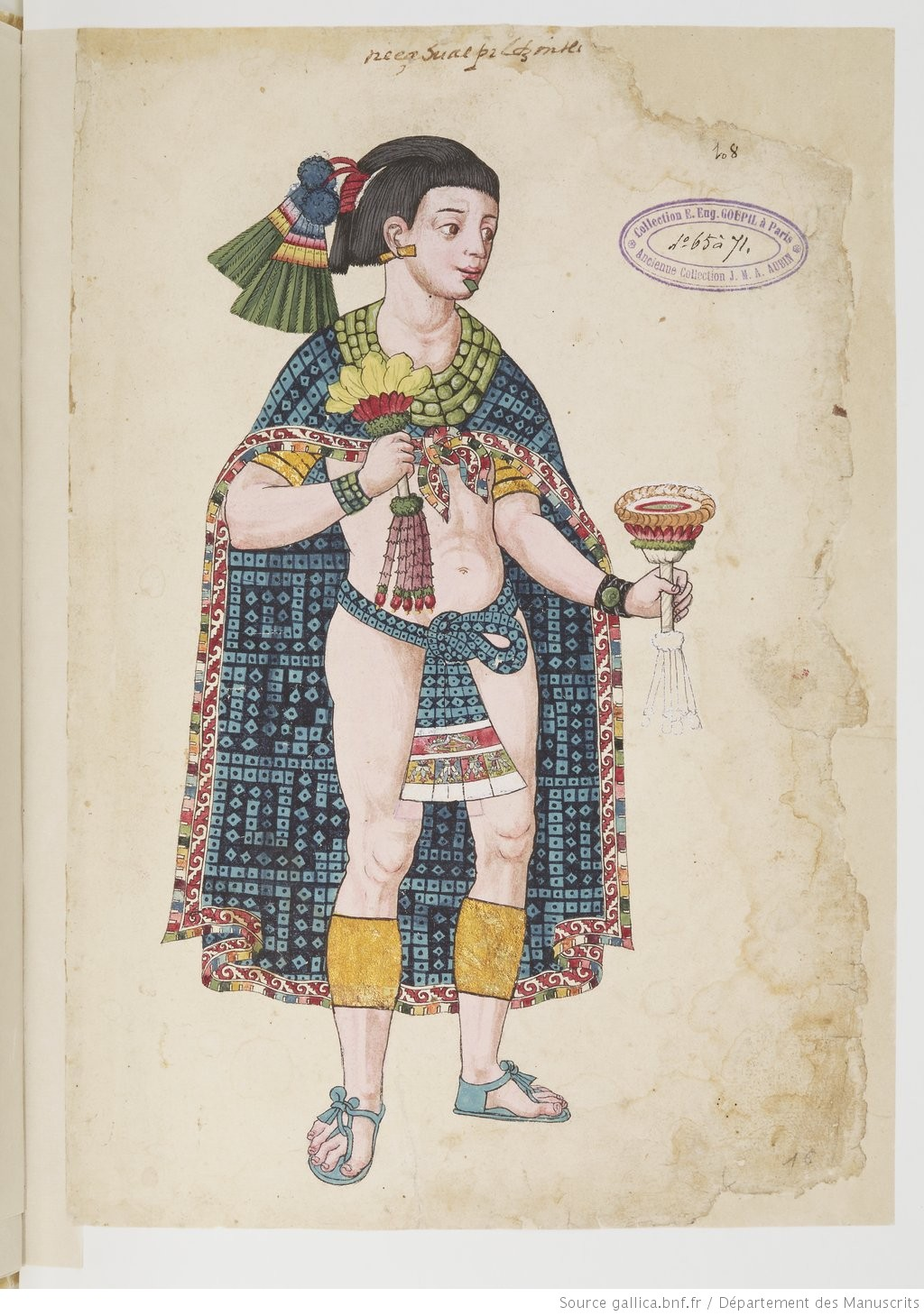
Maxtlatl mexica, una forma de tapall usat aquí juntament amb una capa per Nezahualpilli (ca.1500 aprox.).

Un tapall o tapaculs,és un vestit masculí d'una sola peça, de vegades subjecte a el cos amb un cinturó. Aquest cobreix els genitals i, almenys parcialment, els glutis.

## Definició
Un tapall és un tros de tela o una altra cosa estreta amb què es cobreixen en algunes tribus els genitals, semblant a un tanga. Aquesta peça es fa servir:
- En les societats en què no s'usa una altra roba
- En lloc d'unes calces
- Per expressar solemnitat

## Història
El tapall és la forma més senzilla de roba interior i probablement va ser la primera roba interior que va portar l'ésser humà, se n'han trobat fets de cuir que es remunten a 7.000 anys. Els tapalls es fan servir, i s'han usat, en societats on no es necessita ni es desitja una altra roba. Els tapalls s'usen generalment com roba interior o vestit de bany, pels lluitadors i els agricultors en els arrossars tant en Sri Lanka com a l'Índia, on es diu Amudaya en singalès i kaupinam o Kov (m) anam o langot.
El tapall és una forma bàsica de vestimenta, sovint usada com l'única peça. Els homes han fet servir un tapall com una peça fonamental de roba que cobreix els seus genitals, no els glutis, en la majoria de les societats que van desaprovar la nuesa genital al llarg de la història humana. El tapall és, en essència, una peça de material, escorça, cuir o tela, que es passa entre les cames i cobreix els genitals. Malgrat la seva simplicitat funcional, el tapall ve en moltes formes diferents.
Un tapall consisteix en una tira de material (escorça, tela, cuir) que es passa entre les cuixes i se subjecta amb un cinturó. Un tapall és una peça llarga de tela, es passa entre les cuixes i s'enrotlla al voltant de la cintura.
Els tapalls són peces de dignitat entre els que els fan servir tradicionalment. Els estils en els quals es poden arreglar els tapalls i els tapall són innombrables. Tant el sirat de Borneo com el dhoti de l'Índia tenen un pas de tela entre les cames per sostenir els genitals d'un home. Mahatma Gandhi portava un tapall dhoti per identificar-se amb els indis més pobres, encara que sabia que podia ser pres com a signe de subdesenvolupament.
Un estil similar de tapall també era característic de l'antiga Amèrica Central. Els habitants homes de la zona del Mèxic modern portaven un tapall de tela teixida. Se sostenia un extrem del tapall, la resta es passava entre les cuixes, s'enrotllava al voltant de la cintura i s'assegurava a l'esquena al doblegar-lo.
A l'Amèrica del Sur precolombina, els antics homes inques portaven una tira de roba entre les cames sostinguda per cordes o cinta com un cinturó. La tela estava assegurada a les cintes a la part posterior i la part davantera penjava a la part davantera com un davantal, sempre ben ornamentat. La mateixa peça, principalment en cotó llis però els davantals són ara, com les camises en forma T, de vegades estaven decorades amb logotips, es coneixen al Japó com Etchu fundoshi. Alguns dels indis amazònics culturalment diversos encara usen un tipus ancestral de tapall.

## Variants
Genèricament el tapall és una forma de tela que consisteix en una franja de material, normalment un rectangle estret, que passa entre les cuixes i que es manté davant i darrere per un cinturó o corda. Sovint, les solapes pengen per davant i per darrere.

### Nadius americans

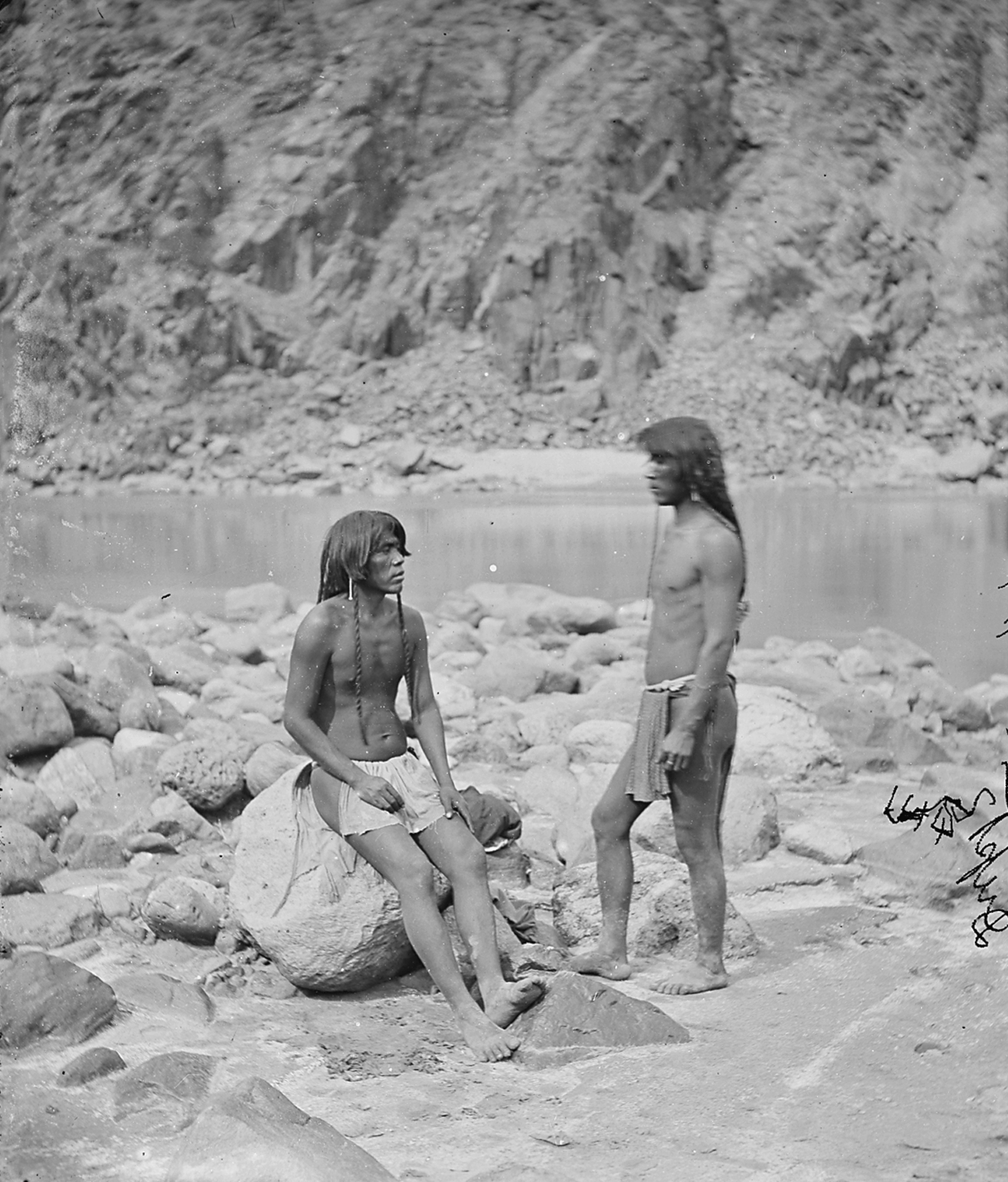
Dos homes Mojave amb tapalls

En la majoria de les tribus dels nadius americans, els homes solien portar alguna forma de tapall, sovint amb polaines. L'estil diferia de tribu a tribu. En moltes tribus, les solapes es penjaven per davant i per darrere; en d'altres, la tapall s'abocava fora del cinturó i s'introduïa a l'interior per obtenir un aspecte més ajustat. De vegades, la tapall era molt més curta i un panell de davantal decorat estava enganxat al davant i al darrere.
Una dona nativa nord-americana o adolescent també podria portar un vestit de tapall ajustat a sota de la faldilla, però no com a roba interior. Tanmateix, en moltes tribus les noies duien vestits de tapall com els nois fins que es van fer vells de faldilles i vestits. Entre els mohaves del sud-oest nord-americà, una tapall donada a una jove femella reconeixia simbòlicament la seva condició de dama.

### Europeus
Alguns homes europeus cap al 2000 aC portaven tapalls de cuir, com es pot veure a la roba d'Ötzi. antics romans portaven un tipus de tapall conegut com a subligaculum.

### Índia
El Kaupinam no venut i la seva llana de variació cosida de l'època posterior són roba tradicional a l'Índia, que es porta com a roba interior en dangal sostinguda en akharas, especialment per lluitar contra hèrnies i hidrocele. Kacchera és obligatori perquè els sikhs es portin.

### Japonesos
Els homes japonesos vestien fins fa poc un tapall conegut com a fundoshi. El fundoshi és una peça de tela de 35 cm d'ample (cotó o seda) que es passa entre les cuixes i s'assegura per cobrir els genitals.. Hi ha moltes maneres de lligar el fundoshi.